# Антоніо Калабретта
Антоніо Калабретта (італ. Antonino Calabretta, 20 жовтня 1855 року, Ріпосто — 9 грудня 1936 року) — італійський морський інженер та офіцер ВМС Італії
Антоніо Калабретта був інженером Корпусу інженерів флоту (італ. Corpo del genio della Marina) і відомий перш за все через створення двох перших поромних переправ через Мессінську протоку

## Біографія
Інженер підготував свій перший проєкт морської поромної переправи, який назвав «паровий колісний пором» (італ. piropontone a ruote), у 1881 році.
Це не був повністю оригінальний проєкт, оскільки в Північному морі вже існували залізничні поромні переправи. Але поромна переправа між двома берегами Мессінської протоки мала розв'язати проблеми маневреності та потужності силової установки через наявність сильних течій. Його проєкт (як і наступні) викликав запеклі суперечки в парламенті, перш, ніж проєкт був затверджений. Лише 23 листопада 1893 року фірма «Società per le strade ferrate della Sicilia» королівським декретом отримала концесію на поромні перевезення.
Перший пором, що називався «Шілла» (італ. Scilla), прибув до Мессіни 2 серпня 1896 року, а другий пором, який мав назву «Карідді» (італ. Cariddi), 1 листопада 1899 року.
Антоніо Калабретта був першим винахідником судна на підводних крилах, створив багато кораблів, а також брав участь в розробці лінкора «Данте Аліг'єрі» та інших кораблів для ВМС Італії.
У 1934 році Антоніо Калабретта, ан той час вже генерал-лейтенант Корпусу морських інженерів, представив проєкт мосту через Мессінську протоку між містами Пунта Фаро (італ. Punta Faro) та Пунта Пеццо (італ. Punta Pezzo).